# Parafia św. Rocha w Cieksynie
Parafia pw. Świętego Rocha w Cieksynie – parafia należąca do dekanatu nasielskiego, diecezji płockiej, metropolii warszawskiej.

## Historia parafii
Parafia powstała prawdopodobnie w pierwszej połowie XIV w., choć kościół wzmiankowany jest dopiero w 1423 r.

## Obszar parafii

### Miejscowości i ulice
W granicach parafii znajdują się miejscowości:

- Aleksandria,
- Andzin,
- Błędowo,
- Borkowo,
- Czajki,
- Dębinki,
- Dobra Wola,
- Falbogi Borowe,
- Gawłowo,
- Gawłówek,
- Góra-Wólka,
- Konary,
- Lelewo,
- Malczyn,
- Mokrzyce Dworskie,
- Nowiny,
- Nowosiółki,
- Pomocnia,
- Ruszkowo,
- Śniadowo,
- Śniadówko,
- Tomaszewo,
- Toruń Dworski,
- Toruń Włościański,
- Wiktorowo,
- Wola Błędowska,
- Zaborze,
- Zakobiel,
- Żołędowo

oraz ulice w Cieksynie:

- Ks. T. Kamińskiego,
- Kolejowa,
- Leśna,
- Młynarska,
- Piłsudskiego,
- Rzeczna,
- Sikorskiego,
- Sportowa.